# Tang-e Bālekeh
Tang-e Bālekeh (persiska: تَنگِ بالِكِه, تنگ بالکه) är en ort i Iran.   Den ligger i provinsen Västazarbaijan, i den nordvästra delen av landet, 500 km väster om huvudstaden Teheran. Tang-e Bālekeh ligger 1 372 meter över havet och antalet invånare är 163.
Terrängen runt Tang-e Bālekeh är platt åt nordost, men åt sydväst är den kuperad.Runt Tang-e Bālekeh är det ganska tätbefolkat, med 60 invånare per kvadratkilometer. Närmaste större samhälle är Mīāndoāb, 17,4 km nordost om Tang-e Bālekeh. Trakten runt Tang-e Bālekeh består i huvudsak av gräsmarker.